# Енчо Недев
Енчо Недев (роден на 28 август 1951 г.) е бивш български футболист, защитник. Клубна легенда на Спартак (Варна), където играе в продължение на 14 сезона.

## Биография
Недев е включен в първия състав на Спартак (Варна) на 18-годишна възраст. Дебютира официално за „соколите“ през сезон 1969/70, когато изиграва 3 мача в Северната Б група. През следващата кампания се появява само веднъж на терена, а Спартак завършва на 1-во място и печели промоция за А група. През 1971/72 записва 8 участия в елита.
От 1972/73 Недев става твърд титуляр в защитата на Спартак, като по време на сезона играе във всички 34 мача на отбора в А група. Бележи първия си гол през май 1974 г. при домакинска победа с 1:0 срещу Берое. През 1982/83 с тима достига до финал за Купата на България. Играе 90 минути в мача за трофея срещу ЦСКА на 3 април 1983 г., но варненци губят с 0:4.
Недев е част от състава на Спартак общо 14 сезона до лятото на 1983 г. – 7 сезона в А група и 7 сезона в Б група. Записва 190 мача с 5 гола в елита, както и 190 мача с 4 гола във втория ешелон.